# ملیسا هیل
ملیسا هیل (انگلیسی: Melissa Hill؛ زاده ۸ ژانویهٔ ۱۹۷۰) بازیگر و کارگردان پورنوگرافی اهل ایالات متحده آمریکا است. وی تاکنون در بیش از ۲۰۰ فیلم شرکت داشته‌است.